# Opius ugandensis
Opius ugandensis är en stekelart som beskrevs av Fischer 1963. Opius ugandensis ingår i släktet Opius och familjen bracksteklar. Inga underarter finns listade i Catalogue of Life.